# Tekken Mobile
Tekken Mobile è un videogioco di genere picchiaduro a incontri per dispositivi mobile della serie Tekken sviluppato e pubblicato da Bandai Namco Entertainment. È stato distribuito in tutto il mondo per Android e iOS il 1º marzo 2018. A partire dal 15 febbraio 2019, il gioco non è più disponibile.